# ADHD
ADHD (zkratka anglického Attention-deficit/Hyperactivity disorder – porucha pozornosti s hyperaktivitou) patří mezi vrozené neurovývojové poruchy. Porucha se projevuje již od raného dětství, nejvíce ve školním věku, kdy postihuje 3–7 % dětí. Ve 40–50 % případů symptomy přetrvávají do dospělosti. Spíše než hyperaktivita se v tomto období objevují pocity vnitřního neklidu, nadále přetrvává impulzivita a porucha pozornosti.
Pro ADHD se v ČR dříve používaly označení: 
- LDE (lehká dětská encefalopatie) či LMD (lehká mozková dysfunkce), které se snažily vystihnout etiologii
- HKP (hyperkinetická porucha), které MKN-11 odstranilo a definovalo jako ADHD[2]
- ADD (porucha pozornosti bez hyperaktivity), které DSM-5 sloučilo do ADHD, které dále rozdělilo na podtypy

Aktuálně používané pojmenování ADHD vychází z popisu projevů této poruchy, a dělí se dle MKN-11 a DSM-5 na 3 subtypy:
- ADHD-I (také ADHD-PI, anglicky Predominantly inattentive presentation) – Primárně nepozorný subtyp
- ADHD-H (také ADHD-HI, ADHD-PH, či ADHD-PHI, anglicky Predominantly hyperactive/impulsive presentation) – Primárně hyperaktivní/impulzivní subtyp
- ADHD-C (anglicky Combined presentation) – Kombinovaný subtyp

Porucha pozornosti neznamená neschopnost soustředění, ale narušenou schopnost svou pozornost ovládat. Jedinci s ADHD mohou být schopni koncentrace až nadlidským způsobem (tzv. hyperfokusace), pokud je téma dostatečně intenzivně zajímá, často je prakticky nemožné je od něho odtrhnout. Porucha pozornosti nijak nesouvisí s inteligencí jedince, ačkoli v důsledku projevů syndromu bývají lidé s ADHD okolím považováni za méně inteligentní než ve skutečnosti jsou.
ADHD patří mezi nejprobádanější duševní a emocionální poruchy. Existuje vícero léčebných postupů, některé s efektivní účinností vyšší, než léčby v kterékoliv jiné oblasti medicíny. Mezi odborníky se však vede debata, nakolik je ADHD v současnosti poddiagnostikováno nebo naopak naddiagnostikováno v souvislosti s předepisováním léků na ADHD. Zatímco v některých vyspělých západních zemích mohou být léky na ADHD nadužívány, v ČR se však často nedostávají ani k těm, jejichž stav je přímo vyžaduje. Podle statistik jsou totiž látky určené k léčbě ADHD (methylfenidát, atomoxetin a další) předepisované v postkomunistických státech řádově méně častěji, např. jejich použití ve státech jako Švédsko, Austrálie nebo Norsko je v přepočtu na obyvatele o 2 500 % vyšší než v ČR, v Německu nebo Dánsku o 1 000 % vyšší než v ČR. Od roku 2010 se více než zdvojnásobil počet dětí se závažnými psychickými problémy, zejména ADHD, přičemž v ČR je pouhých 180 dětských psychiatrů, 86 z nich je starších 65 let.

## Příčiny a původ ADHD
ADHD je syndrom vyvolaný neurovývojovými odchylkami ve struktuře centrální nervové soustavy a porušenou regulací na úrovni neurotransmiterových systémů, především dopaminergního a noradrenergního (na něž cílí ADHD medikace) a pravděpodobně i serotogenního. Tím jsou následně ovlivněny všechny kognitivní funkce a výsledky psychodiagnostických testů jsou mimo normu běžné populace nebo alespoň významně kolísají bez jiné objektivní příčiny. Vyšetření provedená magnetickou rezonancí prokázala v některých případech zmenšený objem mozku, mozečku, bazálních ganglií a corpus callosum. U většiny ADHD také lze změřit abnormální EEG aktivitu mozku (viz diagnostika). Neplatí to ovšem u každého pacienta a proto není možné fyziologické parametry využívat k vyloučení diagnózy. ADHD je vysoce rizikovým faktorem pro vznik celé řady dalších psychiatrických poruch a může tak mít velmi variabilní manifestaci.
ADHD je typickým příkladem multifaktorově podmíněného syndromu, kdy není znám konkrétní mechanismus poruchy, a stejné projevy mohou být u různých jedinců vyvolány různými příčinami. Výzkum provedený na 225 000 jedincích evropského původu prokázal statisticky významnou spojitost konkrétních 27 genů (např. gen netrinového receptoru DCC) na rozvoji ADHD, zdaleka ne všechny tyto geny však musí být přítomné, aby se syndrom projevil, naopak i jedinci s velkým počtem těchto genů nemusí příznaky ADHD vykazovat. Zvažovány jsou proto i některé další možné příčiny epigetického charakteru. Mezi takové se řadí zdravotní komplikace v těhotenství matky nebo při porodu, kouření, užívání drog, paracetamolu, kofeinu a nikotinu v průběhu těhotenství, vliv se přisuzuje také stravě, či znečištěnému životnímu prostředí. Mezi další příčiny někteří řadí i emoční bloky (raná traumata ovlivňující podvědomé vzorce v limbickém systému) nebo fyzická zranění (oblast krční páteře). Podle některých názorů má na vznik a rozvoj hyperaktivity vliv expozice olovu nebo nadměrné užívání přídatných látek, zejména brilantních barviv, např. tartrazin (E 102) nebo chinolinová žluť (E 104). Příčinou také může být bisfenol A. Nadměrné sledování televize nebo špatné zvládání dítěte rodiči nejsou výzkumem potvrzeny jako příčiny. Symptomy podobné ADHD se mohou prohloubit u dětí užívajících léky na epilepsii v důsledku vedlejších účinků, které jsou však napravitelné.
Na vzniku ADHD se podle studií přibližně ze 75 % podílí dědičnost. Zajímavou teorii na původ ADHD nabízí evoluční biologie, podle ní vzhledem k četnosti ADHD mezi běžnou populací v minulosti muselo v minulosti panovat prostředí, které zvýhodňovalo jedince vykazujících rysy jako nadměrnou aktivity, neodolatelnou touhu po zkoušení nových věcí, velmi rychlé rozhodování apod., a až v prostředí moderní společnosti, která klade velký důraz, zejména ve škole, na dodržování klidu, poslušnost a trpělivost, se z těchto rysů stala maladaptace (tzv. válečnická hypotéza). Podobný koncept představuje tzv. teorie lovců a zemědělců.
Někteří autoři však genetickou podstatu ADHD odmítají, a za příčiny označují raná traumata, přetrvávající primární reflexy, unilaterální fungování mozku. Mezi příčiny pak označují oslabení v prefrontálním kortexu, deficity v seriálním vnímání a zrakovém a sluchovém vnímání, emoční bloky (raná traumata z období vývoje v prenatálním stavu, během porodu, po porodu nebo v prvních letech života) a fyzické bloky (blokace páteře, které vyústí v blokaci krčních obratlů), důsledkem čehož má být narušen spánkový režim, kdy nedostatečně vyplavovaný melatonin může působit horší regeneraci organismu. Tyto blokace mají působit narušení motorického vývoje (primární reflexy nevymizí ale přetrvávají delší dobu a naruší další reflexní vývoj, mozkové hemisféry nedostatečně komunikují, smyslové vnímání je narušeno (tzv. senzorická integrace). Další souvislostmi pak mají být nedostatečně vyšetřená oční vada (porucha binokulárního vidění, vizuální stres) nebo sluchová vada, špatná výživa, ale i nadanost, nebo jiná nevyšetřená psychická onemocnění.

## Výskyt a projevy

### Projevy
Mezi jádrové příznaky typické pro lidi s ADHD patří:
- Deficit pozornosti – krátké intervaly zaměření na jednu věc, chybí reflexe času (Russell Barkley uvedl: „Čas je nepřítelem každého s ADHD!“), problém s opakovanými nebo nudnými (nutnými) úkony, poruchy motoriky (často se mluví o narušení „harmoničnosti“ pohybů – jemná i hrubá motorika).
- Impulzivita – rychlé, neadekvátní reakce, špatné porozumění vlastním pocitům (často i neschopnost je verbalizovat), často také nižší sebehodnocení, vztahovačnost.
- Hyperaktivita – neúčelné, nadbytečné pohyby (často si hrají s věcmi a pohybují se bez ohledu na okolí a situaci), zvýšený řečový projev (jak hlasitost, tak množství, své činnosti často doprovázejí zvuky a komentují je).

Velmi často je ADHD doprovázené komorbitami, jako jsou problémy se spánkem (jehož nedostatek může vést k impulzivnosti), speciální poruchy učení, deprese, úzkost, sociální odtažitost, nadměrná citlivost k odmítnutí či kritice, neuznávání autorit atd. ADHD tvoří pestrý soubor symptomů projevujících se ve škole, v domácím prostředí, i při volnočasových aktivitách. Nejviditelnějším příznakem bývá hyperaktivita, manifestovaná jako neustálý pohyb, netrpělivost, prokrastinace a zkratkovité jednání. Častým projevem bývá emoční labilita jako je rychlé střídání nálad, výbuchy vzteku nebo lítosti. Nepozornost se projevuje obtížným soustředěním na neatraktivní témata, neschopností jejího udržení po delší dobu, snadné vyrušení irelevantními podněty, potížemi s dokončováním úkolů, chronickým zapomínáním a chaotičností. Jedinci s formou ADHD-I (nepozorný subtyp) bývají více obrácení do sebe, zasnění, často nereagují, když na ně někdo mluví. Projevy poruchy pozornosti jsou však u nich stejné jako u hyperaktivních jedinců.
ADHD je vrozený syndrom a nezpůsobuje ho výchova, ale narušené fungování v oblastech mozku, které souvisejí s plánováním, předvídáním, zaměřením a udržením pozornosti a sebeovládáním. Věkem zpravidla dochází k ústupu pozorovatelných příznaků hyperaktivity, ale přetrvávají potíže plynoucí z nepozornosti a impulzivity. Typické pro dospělé s ADHD bývá špatná schopnost organizace vlastního času. Emoční labilita se zpravidla redukuje směrem k emoční nevyzrálosti. Dospělí s poruchou pozornosti často pociťují, že jejich výkon neodpovídá jejich schopnostem, opakovaně selhávají ve vztazích, v zaměstnání, nebo ve studiu. Snáze proto podléhají depresím či úzkostem a mají tendenci svou situaci řešit užíváním návykových látek. U řady ADHD lze pozorovat značně snížený práh frustrace, bývají zvýšeně citliví na svá selhání, své úkoly proto mohou vzdávat už při prvních náznacích obtíží či v krajním případě jen hrozbě selhání. Řada postižených se v důsledku sociálních hendikepů (neschopnost naslouchat a udržet pozornost při rozhovoru, podrážděnost, prokrastinace, impulzivní a neracionální rozhodnutí) cítí osaměle a stydí se za svoje selhání. Mají problémy se sebeprezentací a prosazováním se. Porucha pozornosti neznamená nižší inteligenci, lidé s tímto syndromem jsou průměrně či nadprůměrně inteligentní, mentální postižení naopak diagnózu ADHD vylučuje.

### Rozdíly projevů poruchy pozornosti podle pohlaví
ADHD je několikanásobně častěji diagnostikována u chlapců než u dívek. U dívek se příznaky výrazně častěji manifestují ve formě ADHD-I, tj. nepozorný subtyp. Dřívější pojetí, které hyperaktivitu považovalo za nezbytný rys syndromu, vedlo k závažnému podcenění a nedostatečnému prozkoumání poruchy pozornosti u žen. Hyperaktivita jako součást definice poruchy je také důvodem, proč v minulosti převládal názor, že ADHD je záležitostí pouze dětí a dospívajících, a že u dospělých se již projevovat nemůže. Toto pojetí je dnes považováno za překonané. V dospělosti se poměr pohlaví mezi diagnostikovanými vyrovnává.
Z psychiatrické praxe je známo, že farmakologická léčba ADHD žen bývá komplikovanější než u jejich mužských vrstevníků. Změny hladin hormonů v těle ženy mohou vést ke kolísání účinků léků i intenzity projevů syndromu. Nejčastěji se příznaky ADHD v období před menstruací nebo po začátku menopauzy zhoršují, naopak během těhotenství se zmírňují, příčiny nejsou spolehlivě popsány.

### Přítomnost komorbidit
ADHD se často nevyskytuje osamoceně, ale bývá doprovázené dalšími syndromy. Uvádí se, že 44 % dětí s ADHD trpí další psychickou poruchou a 32 % až dvěma poruchami. Nejčastěji nějakým typem specifické poruchy učení, jako je například dyslexie (porucha čtení), dysgrafie (porucha psaní), dysortografie (porucha pravopisu), dyskalkulie (porucha matematických schopností), V dospělosti má 75 % nemocných s ADHD nejméně jednu další současnou poruchu. Běžně se u ADHD jedinců souběžně objevují některé druhy psychických obtíží, např. nadměrná přecitlivělost na odmítnutí či kritiku, deprese, poruchy nálad, úzkost, fobie nebo různá míra nespolečenského chování. Není přitom jasné, nakolik jde o doprovodné projevy vlastního ADHD a nakolik o reakce na obtížné životní zkušenosti. V o něco zvýšené frekvenci se u ADHD jedinců vyskytují poruchy jako autismus, schizofrenie, bipolární porucha nebo epilepsie. Podstatným rysem na ADHD je, že není specificky zaměřeno, ale významně ovlivňuje veškeré chování a hraje zásadní roli v rozhodovacím procesu. Pacienti trpící ADHD jsou v důsledku komorbidit často nesprávně diagnostikováni a léčeni pro úzkost, depresi, schizofrenii nebo poruchy osobnosti.

### Možné pozitivní projevy ADHD
Přestože naprostá většina projevů syndromu postihuje daného jedince a jeho okolí v životě negativně, lze nalézt i některé pozitivní aspekty. Lidé s ADHD jsou ze své podstaty osobnosti se širokou škálou zájmů, velkou představivostí a spoustou originálních nápadů, díky kterým jsou ve správných podmínkách schopni vynikat v kreativních činnostech. V případě, že je některé téma dokáže upřímně a hluboce zaujmout, mohou být schopni se jím zabývat hyperfokusovaně a dosahovat mimořádných výsledků. Pro některé lidi s ADHD je také charakteristická cílevědomost a urputnost v dosahování cílů, která se zřejmě formuje z celoživotní nezbytnosti vypořádávat se se svou odlišností a problémy. Ze stejného zdroje pravděpodobně pramení i velká míra empatie a tolerance, jakou lidé s ADHD mívají, pokud si v životě nevypěstují averzi k ostatním. V případech, kdy si lidé s ADHD dobře osvojí kompenzační techniky, může se jejich předností oproti zbytku běžné populace stát i schopnost systematické kontroly a organizace svého života.

## Diagnostika ADHD
Přestože ADHD představuje velmi hojně frekventovanou poruchu v běžné populaci, její stanovení jako objektivní diagnózy je relativně náročné a vyžaduje zkušeného odborníka se znalostí ADHD problematiky. Jinak může docházet k naddiagnostikování a následná léčba (nadléčení) může u lidí bez ADHD vyústit v závažné prohloubení jejich psychických potíží. O této problematice mluvil i Cyril Höschl. Nejproblematičtější bývá odlišení symptomů ADHD od důsledků jiných nemocí jako jsou specifické poruchy učení, poruchy chování nebo myšlení, poruchy autistického spektra, úzkostné a depresivní poruchy, užívání návykových látek, traumat, nebo negativního působení prostředí. Proto pacienti s objektivně prokazatelnými, ale jen samostatně se vyskytujícími příznaky nepozornosti diagnostická kritéria ADHD nesplňují, Tento přístup se opírá o definice z aktuálních revizí Mezinárodní klasifikace nemocí (MKN), případně Diagnostický a statistický manuál (DSM). Diagnostika podle DSM v některých ohledech lépe odráží obraz i příčiny ADHD. Diagnostická kritéria byla vytvořena pro děti. Pro dospělé jedince se používají v modifikované podobě.
Posouzení musí probíhat na několika rovinách a v delším časovém období, je třeba pečlivě analyzovat chování jedince v různých prostředích, jako je domov, škola či zaměstnání a klinika. Důležité je celkové prostředí, ve kterém jedinec žije, aby bylo možné alespoň rámcově vysledovat podmínky, které se mohou spolupodílet na vzniku narušeného chování. V případě dětí je nezbytný rozhovor s rodiči a učiteli. U dětí mladšího věku bývají nejužitečnějším zdrojem informací učitelé. U dětí starších a dospívajících už tomu tak nebývá, protože učitelé se často střídají. Dospělí se svými obtížemi zpravidla přicházejí sami, i zde je ale velmi žádoucí doplnit informace, a to rozhovorem nebo vyplněním dotazníku od blízkých, kolegů či nadřízených. Vyšetření probíhá pomocí diagnostického rozhovoru, jehož součástí jsou specifické dotazníky a škály. Typické jsou výkyvy ve výkonech, proto je nezbytné testování po čase zopakovat, ačkoliv časté testování se nedoporučuje, protože trénovanost vede k dalšímu zkreslení výsledků. Nutné je vyhodnotit míru inteligence jedince a vyšetřit všechny kognitivních funkci, které mohou výsledky testů významně zkreslovat. 
U pacientů s netypickými projevy ADHD nebo známkami širšího postižení centrálního nervového systému může být nápomocné neurologické vyšetření, jako metody IVA-Plus, IVA-2 (Integrated Visual and Auditory test), magnetická rezonance (MR), výpočetní tomografie (CT), rozbor krve (např. ke stanovení hladiny hormonů štítné žlázy) nebo záznam elektrické aktivity mozku EEG. Je prokázáno, že na EEG dětí s ADHD lze najít změny, které korelují s klinickým obrazem, jedná se především o vysoké zastoupení pomalých theta vln ve srovnání s činnostními beta vlnami. Vyšetření NEBA (Neuropsychiatric EEG-Based Assessment Aid), které měří poměr theta a beta vln (TBR- theta beta ratio) bylo FDA schváleno pro klinické použití, vysoký poměr TBR ukazuje na ADHD, nízký naopak nabádá k opatrnosti, hodnocení biomarkerů EEG u ADHD je však přijímáno s výhradami, jen jako další pomocná metoda, nikoli metoda základní, určující diagnózu,
Velmi důležitým bodem diagnózy je určení období první manifestace příznaků, nejdříve bývá pozorována ve 3–4 letech, mnohem častěji až s nástupem školní docházky, kdy se výrazně zvyšuje nárok na pozornost a tím jsou příznaky zřetelnější. Obecně se uvádí, že příznaky by se měly objevit do nejpozději dvanácti let. Podle národního zdravotnického informačního portálu prakticky nelze spolehlivě diagnostikovat ADHD dříve než ve věku 7 let. Závažné důsledky může mít, pokud je u dětí vysoce inteligentních problematika ADHD přehlédnuta, kvůli schopnosti svým nadáním kompenzovat nedostatky v nepozornosti. U těchto jedinců lze předpokládat, že budou vyhledávat pomoc teprve v dospělosti, pokud bude neřešená porucha ovlivňovat jejich osobní nebo pracovní život,

### MKN-10
Podle mezinárodní klasifikace nemocí, verze 10 se porucha ADHD řadí mezi hyperkinetické poruchy (F90). Zde je charakteristika této skupiny obecně, poté konkrétně:
- časný začátek (obvykle v prvních pěti letech života),
- nedostatečná vytrvalost v činnostech vyžadujících poznávací schopnosti,
- tendence přebíhat od jedné činnosti ke druhé‚ aniž by byla jedna dokončena,
- dezorganizovaná‚ špatně regulovaná a nadměrná aktivita.[44]

F90.0 Porucha aktivity a pozornosti
- Nedostatek pozornosti s hyperaktivitou
- Syndrom poruchy pozornosti s hyperaktivitou
- Nepatří sem: hyperkinetická porucha s poruchou chování (F90.1)

F90.1 Hyperkinetická porucha chování
- Hyperkinetická porucha sdružená s poruchou chování

F90.8 Jiné hyperkinetické poruchy
F90.9 Hyperkinetická porucha NS [NS = nervový systém]
- Hyperkinetická reakce v dětství nebo v dospívání NS
- Hyperkinetický syndrom NS[44]

### MKN-11
Mezinárodní klasifikace nemocí verze 11 zařazuje ADHD do neurovývojových poruch jako 6A05. Tak jako DSM-5 jej rozděluje do pěti klasifikací se třemi známými prezentacemi:
- 6A05.0 Převážně nepozorná prezentace,
- 6A05.1 Převážně hyperaktivně-impulzivní prezentace,
- 6A05.2 Kombinovaná prezentace
- 6A05.Y Ostatní specifikovaná prezentace
- 6A05.Z Nespecifikovaná prezentace

Diagnózu podmiňuje alespoň 6 měsíců symptomů nepozornosti, hyperaktivity nebo jejich kombinace, které jsou mimo očekávané hodnoty vzhledem k věku a intelektuální zralosti pacienta. Symptomy se liší v závislosti na chronologickém věku a závažnosti poruchy. Při diferenciální diagnostice je třeba odlišit projevy ADHD od úzkostí, neurokognitivních poruch, a vlivu užívaných látek či léků. MKN-11 též zmiňuje rozdíly v projevech ADHD u mužů, kde se očekává převážně hyperaktivní prezentace, a u žen, kde převládá prezentace nepozorná.

### DSM-5
Příznaky musí splňovat řadu konkrétních kritérií. Mezi ně patří to, že se musí objevit před sedmým rokem a být trvalé. Musí se projevovat ve všech oblastech života. Důležitá není jen samotná přítomnost příznaků. Velmi důležité je také to, že příznaky musí být pro člověka maladaptivní a zároveň neodpovídají jeho vývojové úrovni.

## Vhodné přístupy k jedincům s ADHD
Symptomy ADHD je možné ve velké míře ovlivnit výchovou, úpravou pracovního prostředí a návyků, používáním pomůcek. Velmi účinné je nasazení psychofarmak, která pomáhají vyrovnat deficit katecholaminů v mozku. V řadě případů může pomoci i vhodná psychoterapie, zejména kognitivně behaviorální. Za nejúčinnější pak bývá označován komplexní přístup, kombinující medikaci s terapií a celkovou úpravou životního stylu, prostředí a návyků. Vhodnými postupy lze projevy ADHD značně redukovat a umožnit tak jak dětem, tak dospělým, relativně bezproblémově fungovat a žít běžný a spokojený život. Rodiče a učitelé dítěte mají v tomto procesu zásadní podíl na tom, jak bude dítě s ADHD prospívat, jak úspěšné bude ve vztazích, ve škole, práci i v osobním životě. Dospělí s ADHD si své životní podmínky musí upravit sami nebo pomoc druhých aktivně vyhledávat. 

### Výchovné strategie ke kompenzování ADHD u dětí
Ohledně přístupu je třeba volit strategie, které pomohou kompenzovat nedostatek pozornosti a impulzivitu. Obecně přístup zaměřený na jednotlivé, dílčí úkony, umožnění zapojení více smyslů, včetně většího pohybu, důraz na pozitivní aspekty chování, cvičení, sport nebo pobyt na čerstvém vzduchu, vyvážené stravy a zároveň nastavení pevných hranic, zpravidla vede ke zlepšení situace jedince. Důležité je nekonfliktní prostředí, podněty pro zapamatovaní, síťovaní poznatků, motivace, spíše kratší úkoly, možnost vybití atd. Hlavní zásady:
- zadávat jednotlivé úkoly (úkoly specifikovat) a důsledně sledovat splnění – motivuje k další snaze, upevňuje sebevědomí, vede k sebekázni a uznání autority-vzoru;
- pravidelnost a režim dne – při úpravě poruch učení je obzvláště nutné dodržet čas určené činnosti, protože vytváříme podmíněný reflex v rámci připravenosti mozku na práci; pomáhá vyššímu soustředění;
- střídat činnosti – po námaze mozku je nutno odreagovat hyperaktivitu organizmu, jinak si dotyčný najde jinou cestu (rušení ostatních ve třídě, komíhání tělem nebo končetinami);
- při poruchách a nižší schopnosti soustředit se na čtení nabízíme komiksy podle věkové úrovně nebo krátké příběhy tištěné velkým písmem (jsou vydávány i knihy pro dospělé);
- spolupracovat s odborníkem – pomůže rozeznat překonané a skryté problémy, doporučí nejvhodnější postupy a je informován o nových metodách, například s využitím počítače.
- řešit příčiny – Metoda PES ® – pohyb, emoce a smysly. Pohyb – cvičení neuro-vývojové stimulace v případě přetrvávajících primárních reflexů, cvičení podle vývojové kineziologie dítěte v prvním roce života, cvičení na správné propojení mozkových hemisfér a reagovat tak na unilaterální fungování mozku, emoce – odblokování raných traumat dítěte, dosycení bazálních jistot, cvičení vědomé pozornosti, zajištění bezpečného prostředí při výuce a doma, smysly – trénink rovnováhy na podporu rozvoje rovnovážného (vestibulárního) ústrojí, trénink vnímání vlastního těla (propriorecepce), cvičení seriality (posloupnosti krok za krokem), intermodální kódování, trénink oslabeného zrakového vnímání (rozlišení zrakové figury na pozadí) a  oslabeného sluchového vnímání  (rozlišení sluchové figury na pozadí) metodou Dílčí oslabení výkonu a další.

Jak postupuje zrání jedince v kognitivní oblasti a jak se vžívají jednotlivé vzorce chovaní, obvykle se projevy ADHD u dětí dostávají pod kontrolu. Nemusí to být ovšem pravidlem. Martha Lomeland se ve studii ADHD – Substance Misuse and Treatment (2005) zabývá výskytem ADHD mezi zločinci s recidivou a narkomany.

### Farmakoterapie
Ke zmírnění jádrových projevů ADHD (nepozornosti, impulzivity, hyperaktivity) se již desetiletí používá řada psychofarmak. První linii léků tvoří stimulanty centrální nervové soustavy, která v souvislosti s ADHD dosahují vysoké účinnosti a dobré snášenlivosti. Užívat stimulanty v případě jedinců trpících neklidem a nadměrnou aktivitou se může zdát paradoxní, nicméně ADHD neznamená nadbytek energie, ale naopak neschopnost své jednání účinně kontrolovat, selektovat podněty, soustředit se nebo jen odpočívat. Zjednodušeně řečeno hyperaktivita u ADHD pramení z únavy. Stimulanty doplňují nízkou hladinu dopaminu, čímž se zvýší soustředění a jedinec se tím i uklidní, navíc pozitivně ovlivňují přidružené potíže, jako je narušené sebehodnocení, podrážděnost, zvraty nálady a kognitivní deficit. Jejich terapeutický efekt se dostavuje okamžitě, nicméně doba působení je omezená jen na několik hodin po podání.
- Methylfenidát (Ritalin, Concerta)[47] – inhibitor zpětného vstřebávání katecholaminů v mozku, brání rychlému poklesu dopaminu. V ČR lék první volby na ADHD u dětí. Je dostupný bud ve formě s okamžitým uvolňováním (Ritalin) nebo s postupným uvolňováním (Concerta).[6] Podle metaanalýz je pro děti a dospívající methylfenidát nejbezpečnějším lékem na ADHD s nejlepším poměrem účinnosti a nežádoucích vedlejších účinků.[48]
- Amfetamin (Adderall, Evekeo) – stimulant zvyšující výdej a zároveň inhibující zpětné vstřebávání katecholaminů v mozku. Na rozdíl od methylfenidátu má vyšší riziko zneužití, protože sám o sobě iniciuje výdej dopaminu. Amfetaminy vykazují nejvyšší efektivní účinnost v léčbě ADHD[49], ale za cenu horší tolerance a rizika abúze. Jako lék je tato skupina látek předepisována zejména v USA, v Evropské unii není chemicky aktivní forma amfetaminu medicínsky využívána, k dispozici je pouze prekurzor lisdexamfetamin a to pouze v některých členských zemích.
- Lisdexamfetamin (Livizux, Elvanse, Vyvanse, …) – prekurzor dextroamfetaminu. Specifickou enzymatickou reakcí probíhající uvnitř erythrocytů dochází ke štěpení lisdexamfetaminu na l-lysin a d-amfetamin. Lisdexamfetamin samotný není psychoaktivní a k uvolnění amfetaminu z vazby dochází až za 1–2 hodiny po perorálním podání lisdexamfetaminu. Proto má lisdexamfetamin daleko nižší potenciál zneužití než vlastní amfetamin nebo jeho deriváty. Jiná cesta podání než perorální není doporučená a koncentrace amfetaminu v krevní plazmě a tedy také v mozku stoupá velmi pomalu. Lisdexamfetamin tedy má jen velmi malý potenciál navozování euforických stavů.[50] V ČR není tento lék dostupný ani v rámci režimu mimořádného dovozu,[51] ale od roku 2024 je u nás registrovaný Livizux, který již prošel řízením na nastavení ceny a pojištění. Egis Pharmaceuticals po dotazu sdělilo, že doufá, že přípravek v roce 2024 začne i dodávat.

Vedlejší účinky stimulantů v terapeutických dávkách jsou většinou mírné a přechodné. Ale u zhruba 20 % lidí s ADHD se tyto látky ukazují jako neúčinné nebo vyvolávají závažné vedlejší účinky jako nechutenství, nespavost, úzkost, bolesti hlavy nebo podráždění. Psychostimulancia obecně mají poměrně úzké terapeutické okno, tj. rozdíl mezi příliš nízkou a příliš vysokou dávkou bývá relativně malý, a jsou proto obzvlášť citlivá na faktory ovlivňující jejich biologickou dostupnost. Je známo, že např. kyselina askorbová, thiazidová diuretika, diety s vysokým obsahem živočišných bílkovin, diabetes nebo respirační acidóza zkracují jejich biologický poločas a zvyšují tak riziko nežádoucích účinků. Naopak hydrogenuhličitan sodný, dieta s vysokým obsahem ovoce a zeleniny či některé bakteriální infekce mohou působit opačně. Dále je léčba stimulanty i přes studiemi prokázanou úspěšnost a bezpečnost spojena se značnými předsudky, protože jde o látky v obecném povědomí zakořeněné jako tzv. tvrdé drogy. Navzdory tomu, že výzkumy ukazují, že jedinci s ADHD léčení stimulanty užívají v dospělosti nelegální návykové látky naopak výrazně méně častěji než nemedikovaní ADHD.. Švédská studie provedená na 38 753 ADHD jedincích prokázala, že léčba stimulanty nejenže nebyla spojena se zvýšenou mírou výskytu užíváním návykových látek, naopak tuto míru významně snižovala a riziko abúze klesalo úměrně tomu, čím déle byla stimulancia předepisována. Podobné výsledky byly zjištěny i v retrospektivní analýze zdravotní péči v USA u dalších 3 milionů pacientů s ADHD.
Druhou volbou, resp. druhou linii léků na ADHD jsou léky z kategorie III. a IV. generace antidepresiv (SNRI, NRI), které zvyšují hladinu noradrenalinu v mozku. Oproti stimulantům mají častější vedlejší účinky a nižší léčebnou efektivitu k jádrovým příznakům ADHD. Výhodou je naopak delší perzistence v CNS, která umožňuje podávání v jedné denní dávce při terapeutickém efektu přetrvávajícímu i 24 hodin. Účinek se zpravidla dostavuje až po několika týdnech pravidelného užívání optimální dávky.
- Atomoxetin (Strattera) – selektivní inhibitor zpětného vstřebávání noradrenalinu,[13][56] v ČR lék první volby u dospělých ADHD. Neexistuje u něho riziko abúze, na druhou stranu však podle metaanalýz má ze všech léků na ADHD nejméně příznivý poměr účinnosti a nežádoucích vedlejších účinků.[48]
- Viloxazin (Qelbree) – funkční analog atomoxetinu, inhibuje však i reuptake serotoninu a díky tomu má i prokázané antidepresivní účinky.[57]

- Venlafaxin (Argofan) – v malých dávkách inhibuje zpětné vychytávání serotoninu, pří středních dávkách i noradrenalinu, a při vysokých dávkách i dopaminu. Léčba úzkostných, sociálních a panických poruch a depresivních epizod. Účinnost u ADHD prokázána pouze pro dospělé.[58]
- Bupropion (Wellbutrin) – inhibitor zpětného vychytávání noradrenalinu a ve slabší míře dopaminu. Primárně využívaný jako antidepresivum a léčivo při odvykání na nikotinové závislosti. Není oficiálně schválen od FDA pro léčbu ADHD, ač bývá často off-label takto předepisován a studie ukázaly dobrou účinnost i snášenlivost při zmírnění příznaků ADHD u dospělých[59].

Třetí linii léků s dobrou účinností v léčbě ADHD jsou α2A adrenergní agonisté, původně určení k léčbě vysokého tlaku. Působí pozitivně na impulzivitu i na některé doprovodné komorbidity, např. sociální úzkosti nebo tiky. Jejich nevýhodou jsou, kromě poklesu tlaku a pulzu, časté vedlejší účinky (únava, ospalost, nabírání na váze) a relativně nebezpečná léková interakce s alkoholem. Navíc jejich nasazení či vysazení je třeba provádět postupnou úpravou dávek, jinak hrozí zdraví nebezpečné kolísání krevního tlaku. Přestože je tato skupina léků účinná při léčbě ADHD samostatně, častěji se užívají v kombinaci se stimulanty. A to u pacientů, kteří samotné stimulanty dobře netolerují, například z důvodu zvýšené úzkosti, podrážděnosti nebo krevního tlaku.
- Guanfacin (Intuniv) – selektivní agonista α2-receptorů, mírné sedativní účinky. Je schválený a dostupný k léčbě ADHD v ČR.[62]
- Klonidin (Catapres) – agonista α-receptorů, má více vedlejších účinků a výraznější sedativní účinky a současně stimuluje i produkci růstového hormonu.[63]

Poslední linii léků na ADHD tvoří různorodá směs látek s řadou nežádoucích účinků nebo špatně podloženou účinností, využívají se pouze u farmakorezistentních pacientů, nebo jedinců s závažnými komorbitamita:
- Modafinil (Provigil) – atypický stimulant, lék proti narkolepsii, nemá potenciál navozovat euforii nebo ovlivňovat motivaci, pro léčbu ADHD není oficiálně schválený vzhledem k vzácnému ale velmi závažnému riziku rozvoje Stevens-Johnsonva syndromu. Účinnost při léčbě ADHD dobře doložena jen u dětí a mladistvých,[64] u dospělých se pozitivní účinky nepodařilo prokázat.[65]
- Pemolin (Cylert) – stimulant působící jako významně selektivní atypický agonista receptorů dopaminu, tj. na rozdíl od naprosté většiny jiných stimulantů má zanedbatelný efekt na noradrenalin a tím i poněkud odlišný projev účinků (minimální vliv na kardiovaskulární systém a sympatikus). Tento lék býval běžně předepisován k léčbě ADHD a narkolepsie, ale později se prokázalo, že ve vzácných případech může vést k těžké hepatotoxicitě (incidence 21 hlášených případů na 200 000 pacientů). Z tohoto důvodu od roku 2013 už není v ČR ani jinde v Evropě využíván. Nadále je předepisován pouze v Japonsku k léčbě narkolepsie, a to ve významně nižších dávkách než dříve býval.
- Amfetaminil (Aponeuron) – prekurzorní derivát amfetaminu, dříve využívaný k léčbě ADHD, obezity a narkolepsie. Jeho výroba a distribuce byla zastavena kvůli četným případům abúze.
- Dextroamfetamin (Dexedrin) – pravotočivý enantiomer amfetaminu s asi 4krát silnější stimulační účinky na CNS než levotočivý izomer, má vyšší terapetistický efekt[66] ale zároveň i riziko vedlejší účinků a zneužití, v ČR není předepisován.[67]
- Dextrometamfetamin hydrochlorid (Desoxyn) – stimulant poslední volby v případě, že v terapii u daného ADHD selžou všechny předchozí stimulanty. Tato látka způsobuje velmi vysoce potentní výdej a inhibici zpětného vychytávání dopaminu v mozku, proto má i velmi vysoké riziko abúze. V ČR není jako lék schválený, a i v rámci USA bývá předepisován relativně vzácně.[68]
- Mazindol (Mazanor, Sanorex) – inhibitor zpětného vstřebávání noradrenalinu, dopaminu a serotoninu. Původně lék na obezitu v roce 2000 výrobcem stažený z trhu léčiv. V současnosti probíhá klinické testování léčby ADHD s nadějnými předběžnými výsledky.[69]
- Imipramin (Tofranil) – tricyklické antidepresivum užívané k léčbě těžkých depresí, úzkostí a panických poruch, má široké spektrum účinků, působí jako silný inhibitor zpětného vstřebávání serotoninu a noradrenalinu, naopak selektivně blokuje činnost některých receptorů histaminu, dopaminu a acetylcholinu. Vzhledem k riziku extrapyramidálních symptomů a rozvoji psychóz bývá předepisován už jen zřídka. V těle se metabolizuje na desipramin, který rovněž působí pozitivně na symptomy ADHD.[70]
- Desipramin (Norpramin) – tricyklické antidepresivum primárně působící na noradrenalin, studie prokázaly jeho statisticky významnou účinnost u ADHD, ale zároveň vysokou frekvenci vedlejších efektů. Navíc je desipramin ve vyšších dávkách toxický.[71]
- Buspiron (Buspar) – lék na chorobnou úzkost, širší spektrum možných nežádoucích účinků.
- Karbamazepin (Tegretol) – antikonvulzivní lék používaný při léčbě epilepsie a neuropatické bolesti, u ADHD se využívá pro své zklidňující účinky u závažných poruch chování a u pacientů s epileptiformními EEG grafy.
- Lithium – stabilizátor nálad, antiagresivní a antisuicidální účinek, snižuje impulzivitu.[72]
- Risperdal (Risperidon) – neuroleptikum schválené k tlumení agresivity u dětí. U ADHD se využívá k potlačení psychomotorického neklidu, který často narůstá večer po odeznění účinku stimulantů a ztěžuje nástup spánku, nebo k tlumení komorbidních projevů úzkosti a opozičního vzdoru, případně k omezení rizika výskytu tiků.

V České republice jsou k léčbě ADHD používané přípravky na bázi methylfenidátu a atomoxetinu, překvapivě velmi často také pro tento účel neschválená antipsychotika (podle průzkumu u 67 % dětí s diagnózou ADHD v ČR, v zahraničí se používají pouze v asi 2 % případů). Doporučené postupy psychiatrické péče radí dětem s ADHD bez komorbidit nejprve stimulanty, a až v případě neúčinnosti nebo netolerance v druhé volbě atomoxetin, u dospělých je tomu naopak. Antipsychotika nejsou k léčbě ADHD doporučená ani schválená, protože nemají na jedince s ADHD pozitivní vliv, pouze po zjevném selhání ostatních postupů připadají v úvahu k zamaskování některých příznaky ADHD, které okolí pacienta nejvíce obtěžují. Indikací pro antipsychotika je schizofrenie, nezvladatelná agresivita a těžké poruchy chování, které nejsou součástí ADHD ale mohou jej doprovázet. O vhodné medikaci vždy rozhoduje psychiatr na základě důkladného vyšetření konkrétního pacienta. Nalezení vhodného farmaka a jeho optimálního dávkování si pak obvykle vyžádá řadu sezení, řádově měsíce. 
| Lék           | Třída                            | Účinnost pro děti a dospívající | Účinnost pro dospělé   | Doba působení |
| ------------- | -------------------------------- | ------------------------------- | ---------------------- | ------------- |
| Amfetamin     | Stimulans (NDRA a NDRI)          | –1,02 (–1,19 až –0,85)          | –0,79 (–0,99 až –0,58) | ~10 h         |
| Methylfenidát | Stimulans (NDRI)                 | –0,78 (–0,93 až –0,62)          | –0,49 (–0,64 až –0,35) | ~4 h          |
| Guanfacin     | Antihypertenzivum (α₂A agonista) | –0,67 (–0,94 až –0,38)          | –0,46 (–0,50 až –0,20) | ~10 h         |
| Bupropion     | Antidepresivum (NDRI)            | N/A                             | –0,45 (–0,60 až –0,20) | ~12 h         |
| Atomoxetin    | Antidepresivum (NRI)             | –0,56 (–0,66 až –0,45)          | –0,45 (–0,58 až –0,32) | ~5 h          |
| Viloxazin     | Antidepresivum (SNRI)            | –0,45 (–0,77 až –0,12)          | N/A                    | ~2,5 h        |

Je důležité si uvědomit, že farmakoterapie ADHD je symptomatická, tj. do určité míry zmírní projevy či potlačí některé hlavní příznaky, poruchu pozornosti však neodstraňuje. Léčba zvyšuje kvalitu života pacienta a pomáhá předcházet rozvoji komorbidit, protože významně snižuje nebo úplně eliminuje některá zvýšené rizika spojená s ADHD. Konkrétně jde například o počet spáchaných dopravních nehod, utrpěných zlomenin, popálenin, neplánovaných těhotenství, prodělaných pohlavně přenosných infekcí, spáchaných přestupků, nedokončení vzdělání, kouření cigaret, zneužívání návykových látek, výpovědí z práce, depresí, rozvodů, sebevražd a celkové úmrtnosti. Studie dále potvrdily, že léčba stimulanty v dětství vede ke změně abnormální struktury mozku, jehož podoba se následně blíží zdravým jedincům, a pozitivní účinky léčby ADHD mohou prokazatelně přetrvávat i roky po ukončení léčby.  Medikace ADHD by měla pokračovat tak dlouho, dokud je efektivní, s každoročním vyhodnocováním účinnosti a snášenlivosti. V praxi většina pacientů přestává být farmakologicky léčeba v průběhu adolescence nebo po ukončení vysoké školy.

### Alternativní přístupy
Vzhledem k předsudkům v podávání léků na ADHD se věnuje velká pozornost snaze ovlivnit stav prostřednictvím alternativních postupů. Otázky kolem dietních opatření (např. ketodieta doporučovaná u některých forem epilepsie) nejsou sice uzavřeny, ale z dosavadních prací vyplývá, že žádná dieta neovlivňuje fungování mozku dítěte tak, aby potlačila symptomy ADHD. Některé zprávy[které?] hovoří o tom, že by se děti předškolního věku měly vyhýbat potravinám s obsahem umělých barviv, ale vliv těchto látek je nespecifický, působí stejně i na děti bez ADHD a nemá specifický negativní dopad na děti s ADHD. Potravinové doplňky (vitamíny, rybí oleje, apod.) někdy bývají doporučovány, ale také v tomto případě je efekt spíše nespecifický a diskutabilní. Z lékařského hlediska snad lze souhlasit s podáváním přípravku s vhodným poměrem omega 3 a omega 6 mastných kyselin, které nezatěžují organismus a při dlouhodobém podávání nelze vyloučit mírné pozitivní účinky (podle metaanalýz omega 3 nemají žádný vliv na jádrové symptomy ADHD, nicméně prokazatelně pozitivní účinky mají na depresivní symptomy, které ADHD často doprovází). Žádná dieta ani doplňky stravy však nedosahují terapeutického efektu schválených léčiv. Totéž platí o alternativní léčbě biofeedback/neurofeedback, tréninkové metodě dávající si za cíl zlepšit kvalitu pozornosti a motivaci. Alternativní metody zmírnění obtíží se nabízí, pokud pacient nebo jeho případní zákonní zástupci nesouhlasí s farmako- a psycho- terapií, nebo z nich pacient nemá dostatečný prospěch.

## Kontroverze okolo ADHD
V současnosti se ADHD stává častým námětem diskuzí v médiích i na sociálních sítích, a z poruchy pozornosti se stala populární diagnóza. Často se upozorňuje na skutečnost, že v minulosti bývalo (či stále je) ADHD u dětí poddiagnostikováno a řada těchto jedinců je až v dospělosti diagnostikována a léčena neoptimálně pro jiná psychická onemocnění. Pravidelně vychází příběhy takovýchto lidí a jejich osobní, často velmi nekriticky pozitivní, zkušenosti z léčby ADHD. Mnoho lidí na základě těchto informací a přečtení příznaků ADHD dojde k přesvědčení, že sami trpí poruchou pozornosti a ve velkém počtu se pak v psychiatrických ordinacích dožadují zahájení farmakologické léčby. Projevy poruchy pozornosti jsou velmi obecné a nespecifické, i pro odborníky snadno zaměnitelné s dalšími psychickými obtížemi. 
Moderní společnost klade vysoké nároky na pozornost jedince. Řada lidí si také zvykla nadužívat sociální sítě, jejichž obchodní model je přímo postaven na tom, jak co nejefektivněji a nejdéle upoutat pozornost svých uživatelů, což může vyvolávat potíže s koncentrací. Vysoké pracovní zatížení, relativní sociální izolace střídaná s možností rychlého uspokojování svých potřeb, zpravidla ve spojení s konzumací návykových látek, vytváří podhoubí pro současnou epidemii psychických potíží. Z těchto důvodů i většina zdravých jedinců u sebe může přechodně symptomy ADHD pozorovat, lidé s psychickými problémy pak mohou tyto symptomy pozorovat i dlouhodobě, ale nemusí se jednat o ADHD. 
Lidé s ADHD trpí obtížemi z něj plynoucími celoživotně: typicky nebývají navzdory upřímné snaze schopni dokončit studium, udržet si práci, najít si stálého partnera, udržovat přátelství, nedokáží se soustředit ale ani odpočívat, neustále ztrácí věci, jsou chaotičtí, impulzivní, zapomínají na maličkosti i důležité věci, mají nízké sebevědomí apod. U zdravých lidí se tyto problémy také běžně vyskytují, ale ustupují v případě, že se pacient vyvaruje nadměrného stresu, nedostatku spánku, závislosti na sociálních sítí a vysoké konzumace kofeinu a alkoholu. U lidí s ADHD potíže přetrvávají i v případě úplné absence těchto faktorů. To je také důvod, proč pouze v případě lidí s ADHD připadá do úvahy farmakologická léčba. Pouze v jejich případě totiž lékařská intervence cílí na příčinu problémů. U zdravých jedinců se takovým zásahem naopak jen prohlubuje zatížení dopaminergního systému. Hrozí zneužívání drogy až drogová závislost či vyvolání vedlejších účinků medikace, např. anorexie či vzácnější psychózy.